# Harpalyke (maan)
Harpalyke, of Jupiter XXII is een natuurlijke satelliet van Jupiter. De maan werd ontdekt door de Universiteit van Hawaï onder leiding van Scott S. Sheppard in 2001. Harpalyke kreeg toen de naam S/2000 S J 5.
Harpalyke is ongeveer 4,4 kilometer in diameter en draait om Jupiter met een gemiddelde snelheid van 1405 km/h in 623,32 dagen.
De maan is genoemd naar Harpalyke, de dochter van Clymenus, en was een van de liefdes van Zeus.